# Бондаренкове (селище)
Бондаре́нкове (до 1948 року — Караба́г, крим. Qarabağ) — селище в Україні, Ялтинського району Автономної Республіки Крим.

## Загальний опис
Бондаренкове примикає з заходу до с. Малий Маяк, на північ від Бондаренкового, по берегу моря, — Чайка і кілометрі на південь — Утьос.
Назване на честь партизана Алуштинського партизанського загону Савелія Захаровича Бондаренка, який загинув у боротьбі з німецькими загарбниками у 1942 році.
Пансіонати Бондаренкового станом на 2016 р. частково стоять пусткою, частково зруйновані. Частково працює тільки пансіонат «Береговий».

## Історія
Вперше Карабах позначений на карті 1842 року — умовним знаком «мале село» — менше 5 дворів. Розташування на той час — на території Алуштинської волості Ялтинського повіту.
У 1860-х роках, після земської реформи Олександра II, село залишилася у складі Алуштинської волості. Згідно  «Списку населених місць Таврійської губернії за відомостями 1864 року» , складеному за результатами VIII ревізії 1864 року, Карабах — власна дача, з 8 дворами і 14 жителями  на березі моря ..
Після встановлення в Криму Радянської влади, за постановою Кримревкома від 8 січня 1921 року була скасована волосна система і село підпорядкували Ялтинському району Ялтинського повіту. У 1922 році повіти отримали назву округів, з Ялтинського був виділений Алуштинський район, а декретом ВЦВК від 4 вересня 1924 року Алуштинський район був скасований і село знову приєднали до Ялтинського. Згідно «Списку населених пунктів Кримської АРСР по Всесоюзного перепису 17 грудня 1926 року», у хуторі Карабах, Біюк-Ламбатського сільради Ялтинського району, значилося 3 двори, все селянські, населення становило 11 особи, з них 6 кримських татар, 4 російських і 1 німець. На 1928 рік, згідно з Атласу СРСР 1928 року, село входило в Карасубазарського району. Постановою ВЦВК від 30 жовтня 1930 був утворений Алуштинський татарський національний район (по другим данным — в 1937 году) — село включили до його складу.
З 25 червня 1946 року Карабах в складі Кримської області РРФСР. Указом Президії Верховної Ради Української РСР від 18 травня 1948 року народження, Карабах перейменували в Бондаренкове — на честь партизана Південного з'єднання, політрука Алуштинського партизанського загону, Сави Бондаренка.
26 квітня 1954 року Кримську область була передана зі складу РРФСР до складу УРСР.

## Населення
За даними перепису населення 2001 року, у селищі мешкало 16 осіб. Мовний склад населення села був таким:
| Мова       | Число ос. | Відсоток |
| ---------- | --------- | -------- |
| українська | 3         | 18,75    |
| російська  | 13        | 81,25    |

## Відомі люди
- Кеппен Петро Іванович

## Галерея

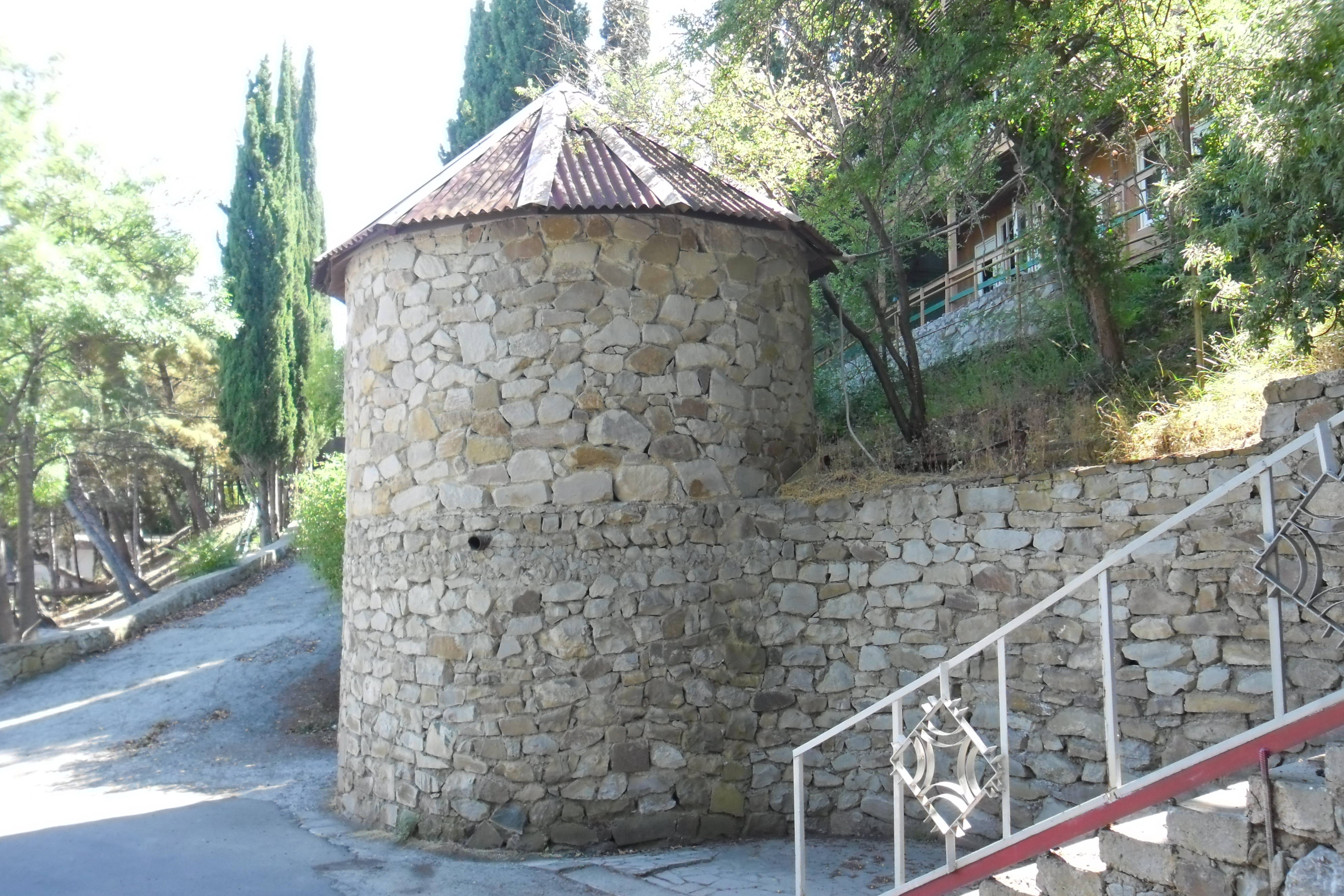
Вежа в центрі села Бондаренкове.
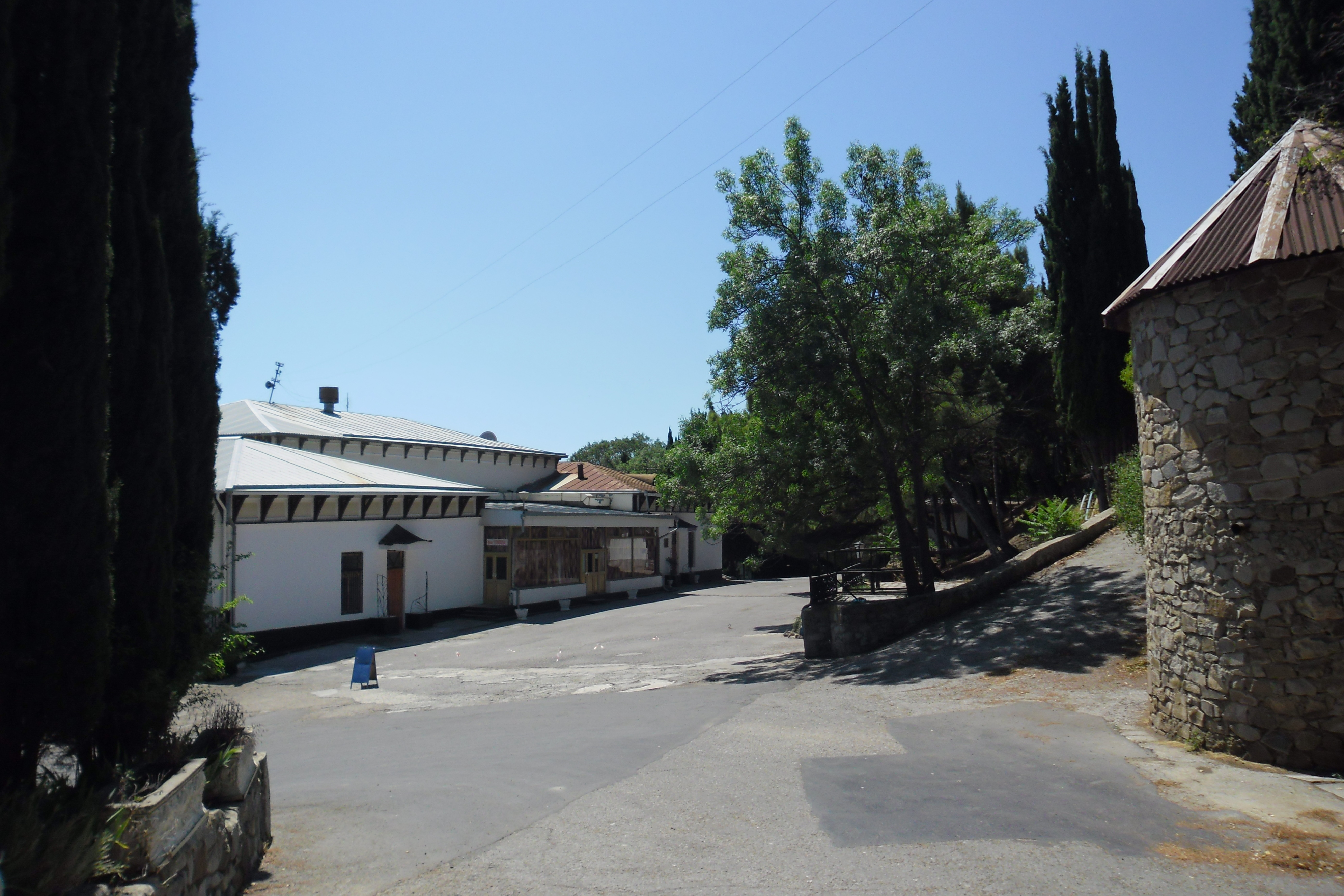
Центр села Бондаренкове.
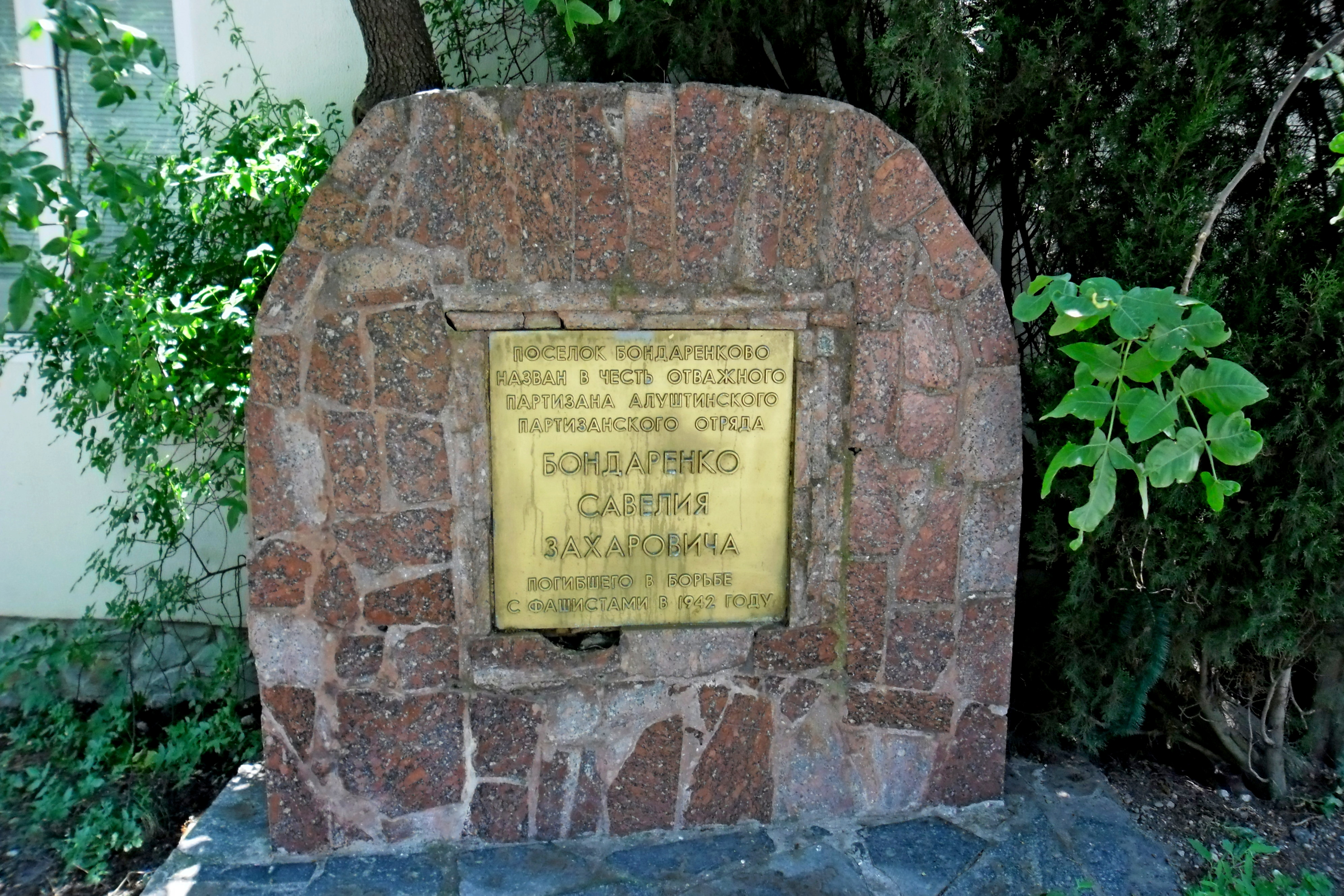
Пам'ятний знак на честь Савелія Захаровича Бондаренка.
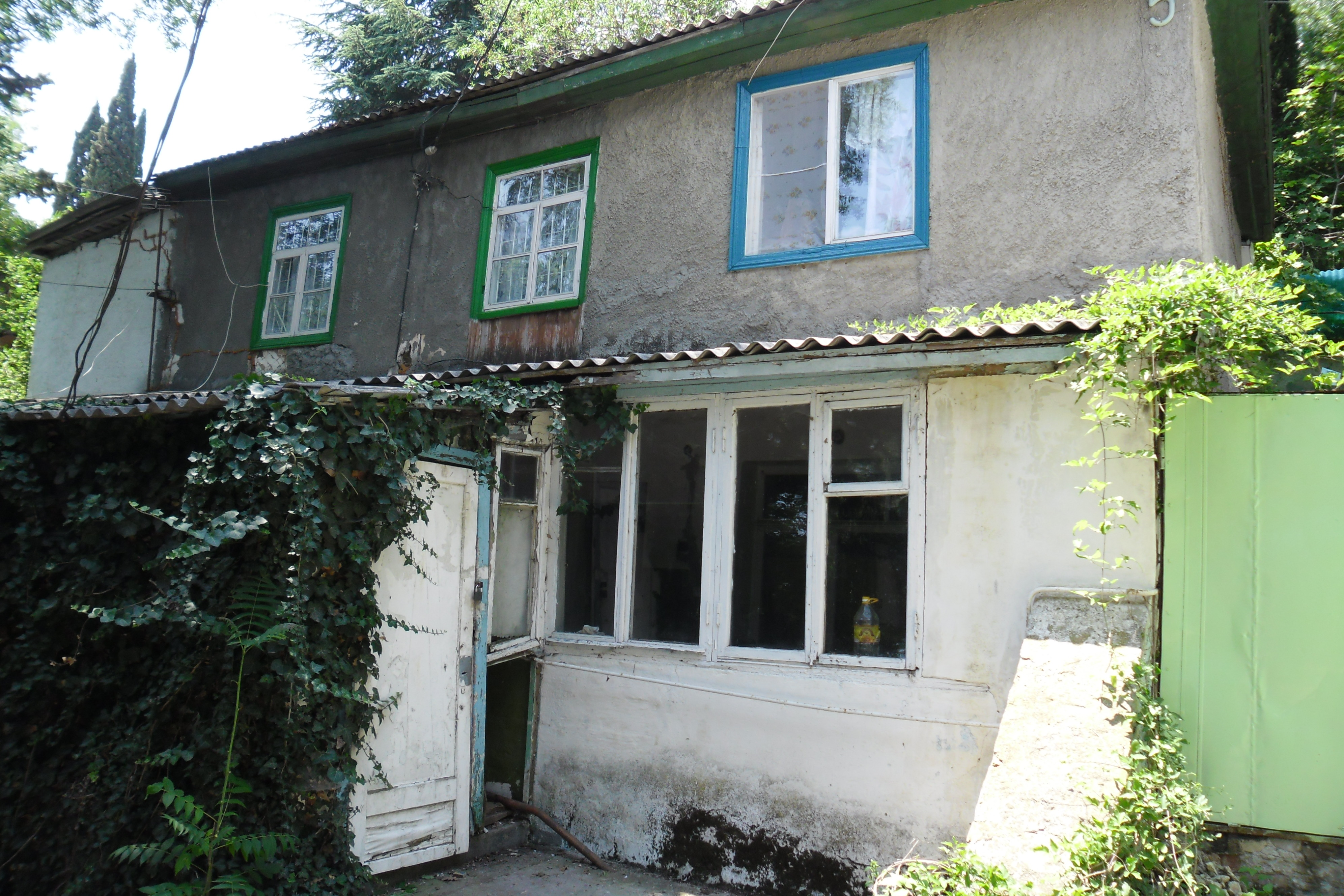
Типовий приватний будинок с. Карабах (Бондаренкове).
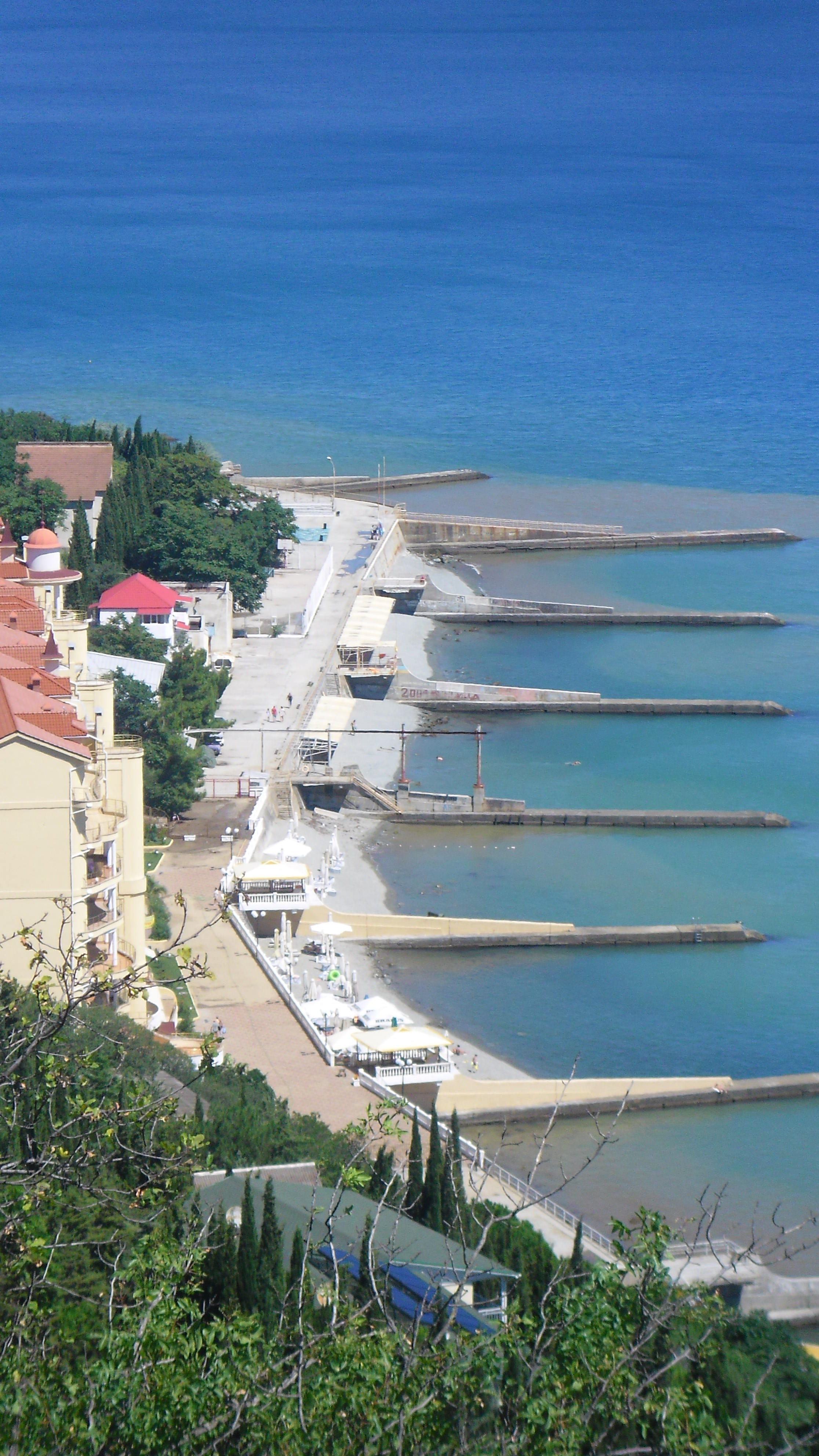
Пляжі пансіонату «Береговий». 2016 р.